# Parque Leopoldo
Parc Léopold (francés) o Leopoldspark (holandés) es un parque público ubicado en el Barrio Leopold (Barrio europeo) de Bruselas, junto al edificio Paul-Henri Spaak, sede del Parlamento Europeo.
El parque de 10 hectáreas abrió sus puertas al público en 1880, después de que el impopular Real Jardín Zoológico (Jardin Real de Zoologie) fuera eliminado. Durante los años siguientes, se estableció en el parque un campus de la Solvay Brussels School of Economics and Management, pero la construcción de más edificios se restringió por miedo a la ocupación del parque y su frágil vida silvestre. Los edificios se han mantenido a día de hoy, pero solo uno pertenece a Solvay (que es la sede la Conferencia Solvay). El edificio del Real Instituto Belga de Ciencias Naturales también se encuentra en el parque.
La biblioteca de Solvay también se encuentra en el parque y las casas de los think tanks Security & Defence Agenda, Amigos de Europa y Maison d'Europe. El edificio Eastman también albergará una casa de la Historia Europea a partir de 2016 (fecha prevista).
La característica destacable del parque es su estanque, que es alimentado por el río Maalbeek. Muchos especies raras de árboles (restos de un jardín botánico) y animales tales como patos, pollas de agua, fuchas, e incluso gansos egipcios y cotorras de Kramer prosperan en este entorno urbano.

## Galería

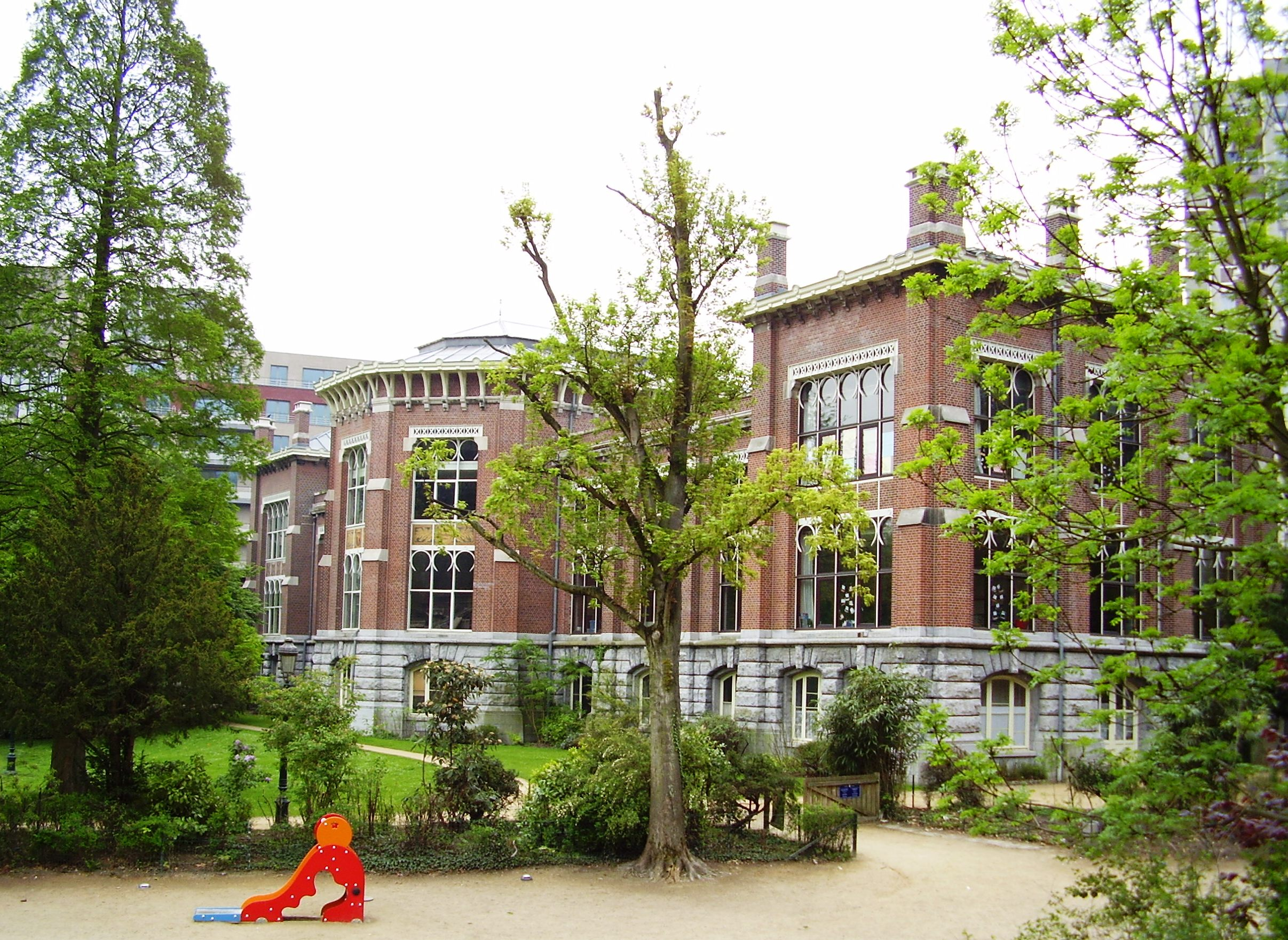
Antigua Facultad de Anatomía
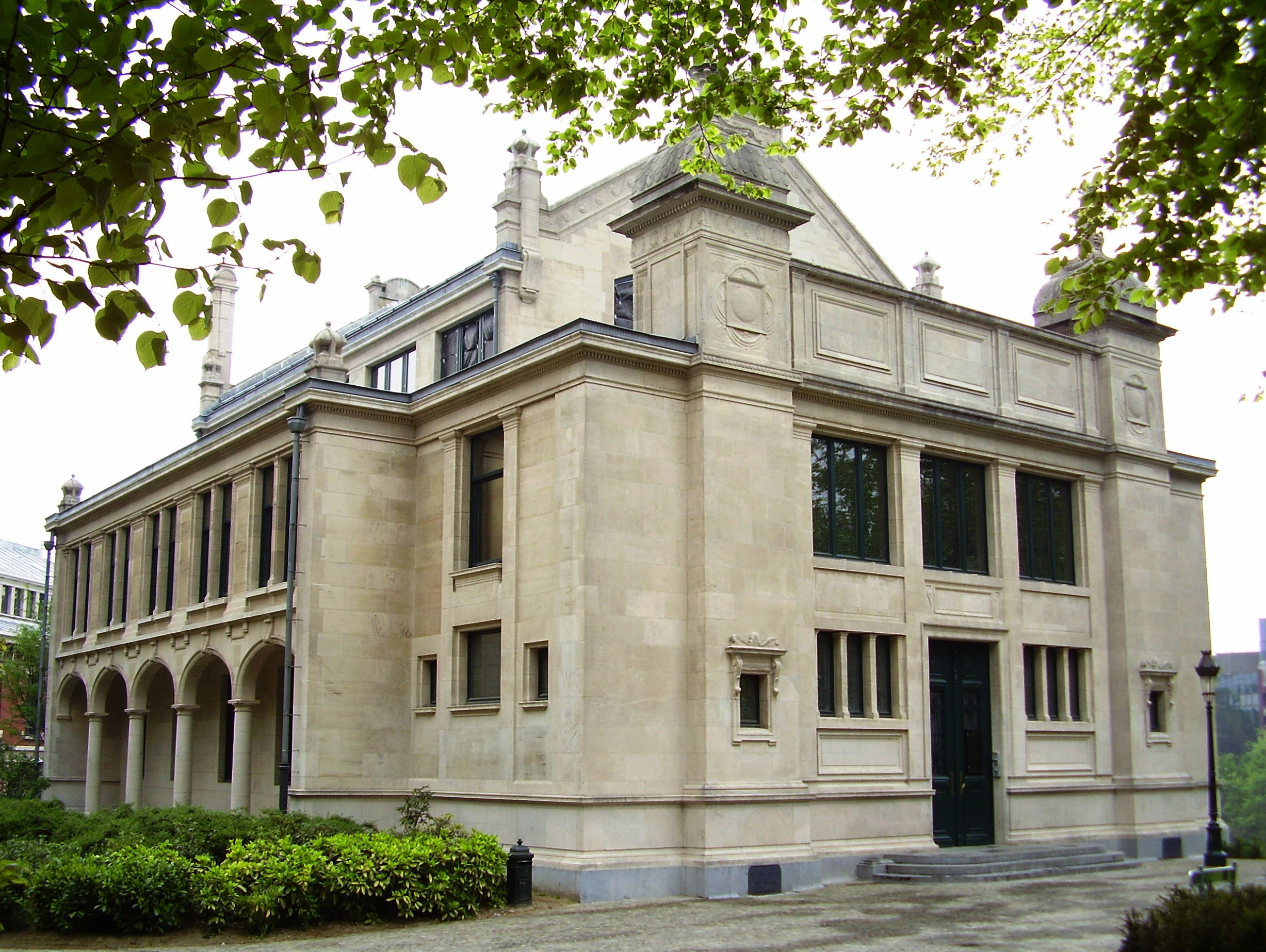
Biblioteca Solvay
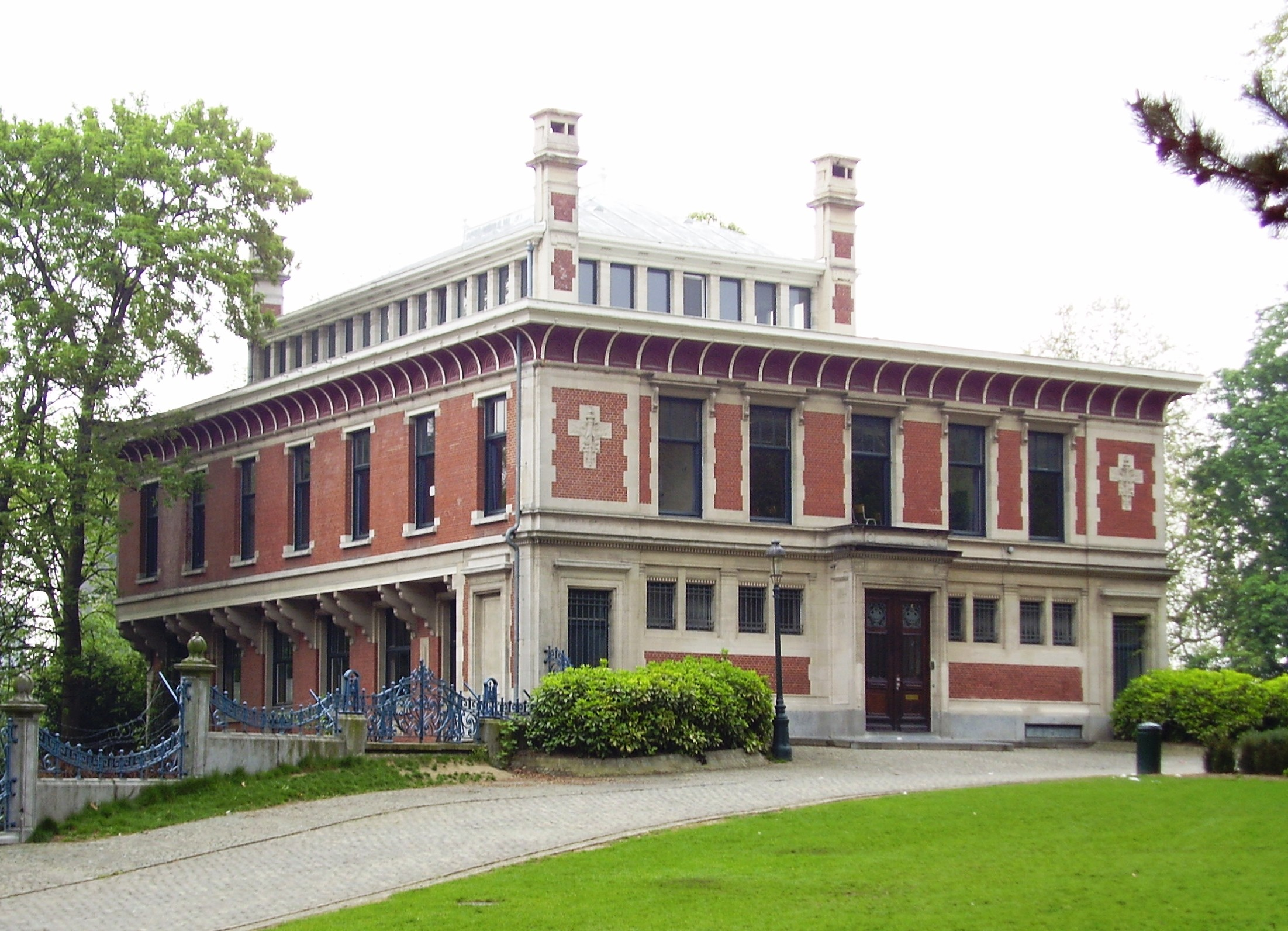
Antigua escuela de artes manuales
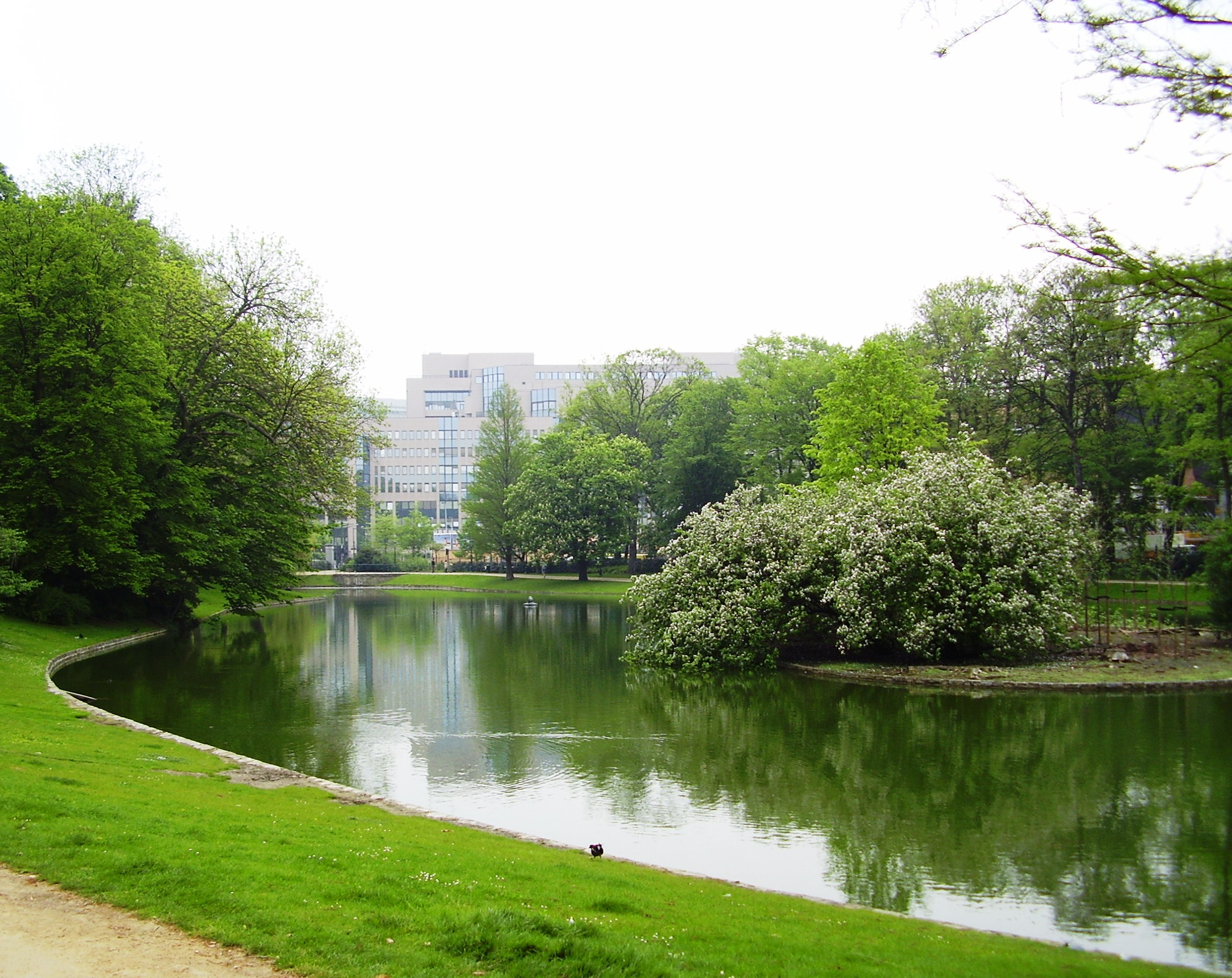
Estanque del Parque Leopoldo
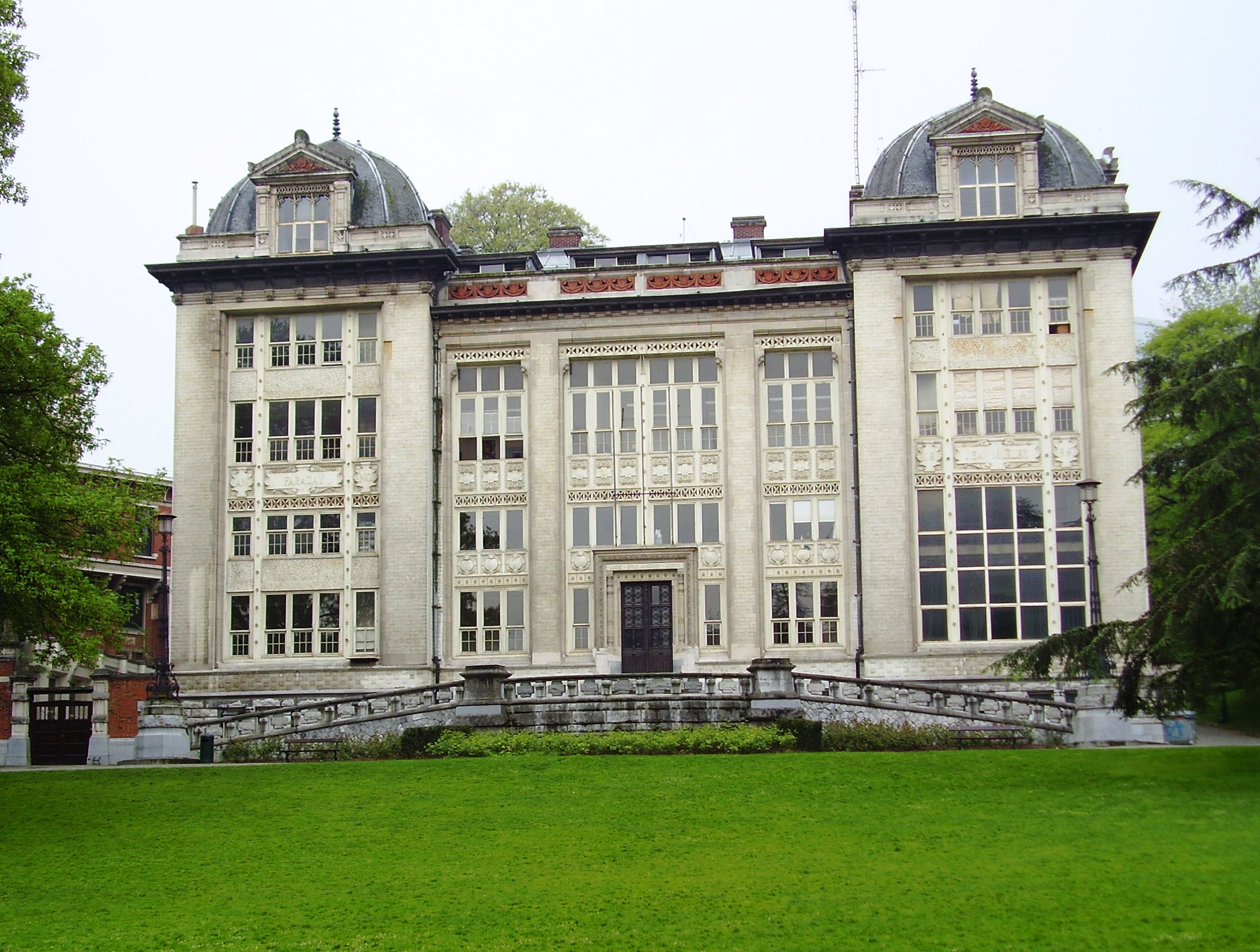
Antigua Facultad de Psicología
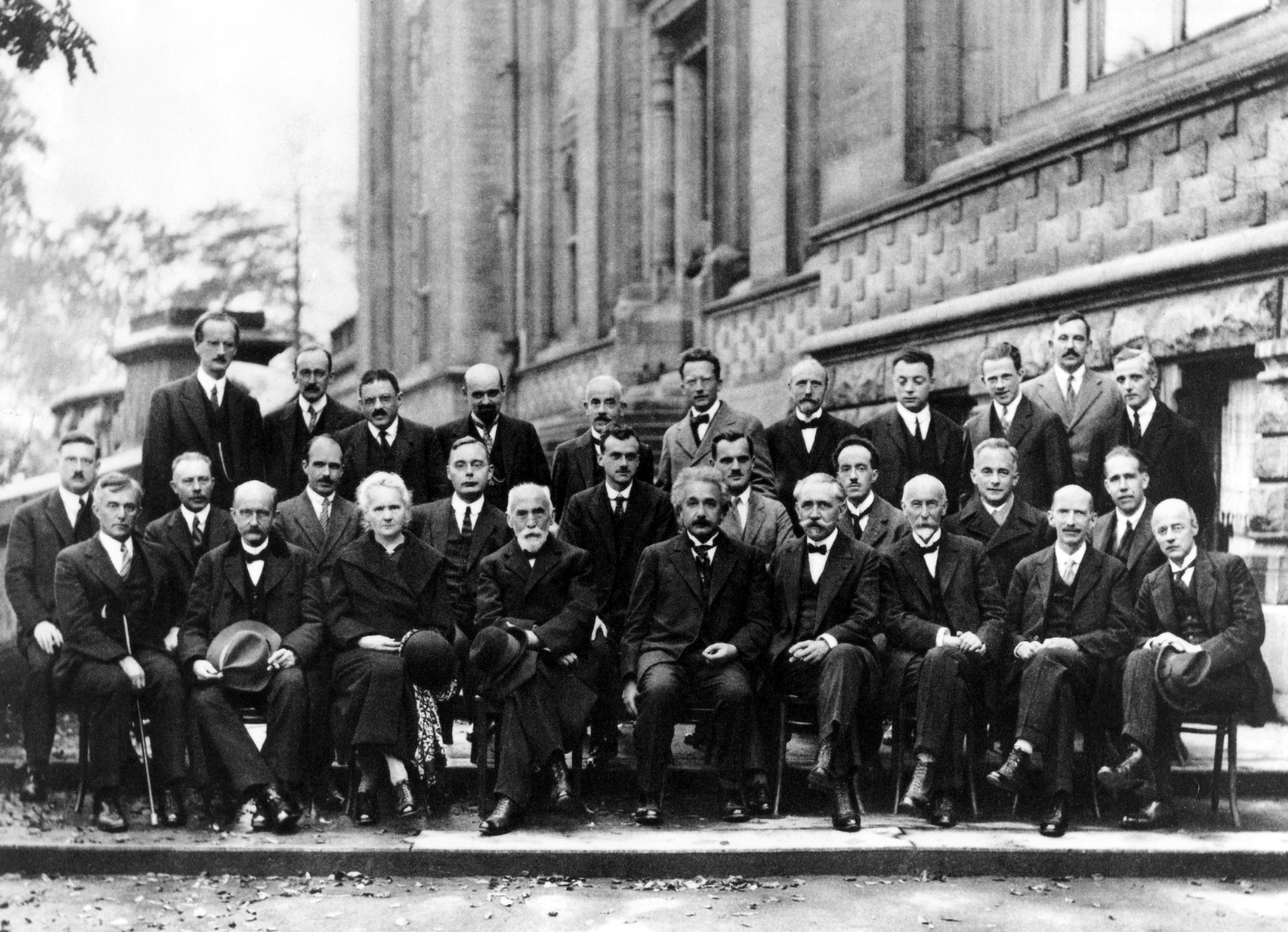
Foto de grupo del 5.º Congreso Solvay de 1927